# Marendellea rhodesiensis
Marendellea rhodesiensis är en insektsart som först beskrevs av Hall 1937.  Marendellea rhodesiensis ingår i släktet Marendellea och familjen ullsköldlöss. Inga underarter finns listade i Catalogue of Life.